# كلاهو (غوهران)
کلاهو (بالفارسية: کلاهو) هي قرية تقع في إيران في Gowharan Rural District. يقدر عدد سكانها بـ 330 نسمة .